# Klauberg (Solingen)
Klauberg ist ein aus einer Hofschaft hervorgegangener Wohnplatz im Osten der bergischen Großstadt Solingen.

## Lage und Beschreibung
Klauberg befindet sich am südöstlichen Rande der Nordstadt innerhalb des Stadtbezirks Solingen-Mitte. Der Ort liegt in einer Talsenke des Klauberger Bachtals zwischen zwei kleinen Höhenzügen. Im Norden erhebt sich das Gelände zu einem Höhenzug, auf dem die Kuller Straße und die Hasselstraße verlaufen, im Süden befindet sich ein Höhenzug, auf dem die Wupperstraße verläuft. Der nach dem Ort benannte Klauberger Bach entspringt westlich von Klauberg am Potshaus und mündet bei Altenbau in den Papiermühler Bach. Am Ufer des Baches liegt im Osten von Klauberg eine Kleingartenanlage. 
Der Ort wird im Westen durch die zum Radwanderweg ausgebaute Korkenziehertrasse begrenzt. Dahinter befinden sich ein katholischer Friedhof sowie der evangelische Friedhof Kasinostraße. Nördlich von Klauberg liegt der Jüdische Friedhof Solingen, südlich befinden sich das Coppelstift und der Gustav-Coppel-Park. Im Nordosten befinden sich landwirtschaftlich genutzte Flächen. Im Ort sind an der Klauberger Straße sowie der Straße Klauberg bis heute noch mehrere Fachwerk- und Schiefergebäude erhalten, von denen einzelne unter Denkmalschutz stehen. Auch eine städtische Grundschule ist im Ort vorhanden.
Benachbarte Orte sind bzw. waren (von Nord nach West): Stöckerberg, Erbenhäuschen, Im Klauberg, Altenbau, Kannenhof, Bock, Solingen, Höfchen, Potshaus, Kullen und Neuenkulle.

## Etymologie
Die Ortsbezeichnung ist wahrscheinlich von der Geographie des Ortes abgeleitet. Er beschreibt einen wie bei einer Tierklaue gespaltetenen Höhenrücken (Berg), der sich von Solingen kommend am Klauberg in einen nördlichen Höhenzug (heute Hasseldelle genannt) und einen südlichen Höhenzug (heute Kannenhof genannt) aufspaltet. In der Talsenke dazwischen fließt der Klauberger Bach, an dessen Ufer der Ort Klauberg liegt.

## Geschichte
Klauberg ist seit dem frühen 14. Jahrhundert nachgewiesen, der Ort gehört damit zu den ältesten Bauernhöfen innerhalb der späteren Bürgermeisterei Dorp. Die erste urkundliche Erwähnung des Ortes erfolgte als Kloberg im Jahre 1303.:1 Nach anderen Quellen ist der Ort bereits seit 1244 nachgewiesen. Im Zehntverzeichnis der Abtei Altenberg von 1488 wird der Ort als Claubergh erwähnt.
In dem Kartenwerk Topographia Ducatus Montani von Erich Philipp Ploennies, Blatt Amt Solingen, aus dem Jahre 1715 ist der Ort mit einer Hofstelle verzeichnet und als Clauberg benannt. Der Ort wurde in den Registern der Honschaft Solingen innerhalb des Amtes Solingen geführt. Die Topographische Aufnahme der Rheinlande von 1824 verzeichnet den Ort als im Klauberg benannt, die Preußische Uraufnahme von 1844 verzeichnet ihn als Klauberg. In der Topographischen Karte des Regierungsbezirks Düsseldorf von 1871 ist der Ort als Clauberg verzeichnet.
Nach Gründung der Mairien und späteren Bürgermeistereien Anfang des 19. Jahrhunderts gehörte der Ort zur Bürgermeisterei Dorp, die 1856 das Stadtrecht erhielt, und lag dort in der nach dem Ort benannten Flur XI. Clauberg. Die Bürgermeisterei beziehungsweise Stadt Dorp wurde nach Beschluss der Dorper Stadtverordneten zum 1. Januar 1889 mit der Stadt Solingen vereinigt. Damit wurde Klauberg ein Ortsteil Solingens.
Die Wurzeln der heutigen Grundschule Klauberg reichen bis mindestens in das Jahr 1740 zurück. In diesem Jahr ist in Klauberg eine bereits bestehende Hofschaftsschule nachgewiesen.:5 Der heute vorhandene Altbau der Schule stammt aus der Mitte des 19. Jahrhunderts, er wurde über Jahrzehnte immer wieder durch Anbauten erweitert. Die letzte umfassende Sanierung der Schule erfolgte bis 2020.
Zwischen 1891 und 1897 wurde die Bahnstrecke Wuppertal-Oberbarmen–Solingen trassiert, die Trasse verlief westlich an Klauberg vorbei und trennte den Ort fortan von der Stadt Solingen. Über die beiden Verbindungsstraßen nach Klauberg, die Kasino- und die Klauberger Straße wurden zwei kleine Eisenbahnbrücken errichtet.:1 Ab Ende des 19. Jahrhunderts wuchs Klauberg durch bauliche Verdichtung entlang der genannten Straßen mit der Stadt Solingen zusammen. Nach dem Zweiten Weltkrieg erlebte auch der Norden von Klauberg eine bauliche Verdichtung. So entstand etwa in den 1960er Jahren eine Wohnbebauung an der neu angelegten Gertrudis- und der Agnesstraße, die bereits als fast unbebauter Weg vorhandene Margaretenstraße wurde durchgängig durch Wohnhäuser bebaut.
In Klauberg haben sich mehrere historische Gebäude erhalten, von denen zwei Objekte in die Solinger Denkmalliste eingetragen wurden. Unter Denkmalschutz stehen seit 1984/1995 die Gebäude Klauberger Straße 41 und Klauberg 14. Ebenfalls noch vorhanden und erhaltenswert ist das ehemalige Hofeshaus Klauberg. ein stattliches zweieinhalbgeschossiges Schieferhaus mit Krüppelwalmdach am Klauberg 6 (oben abgebildet).

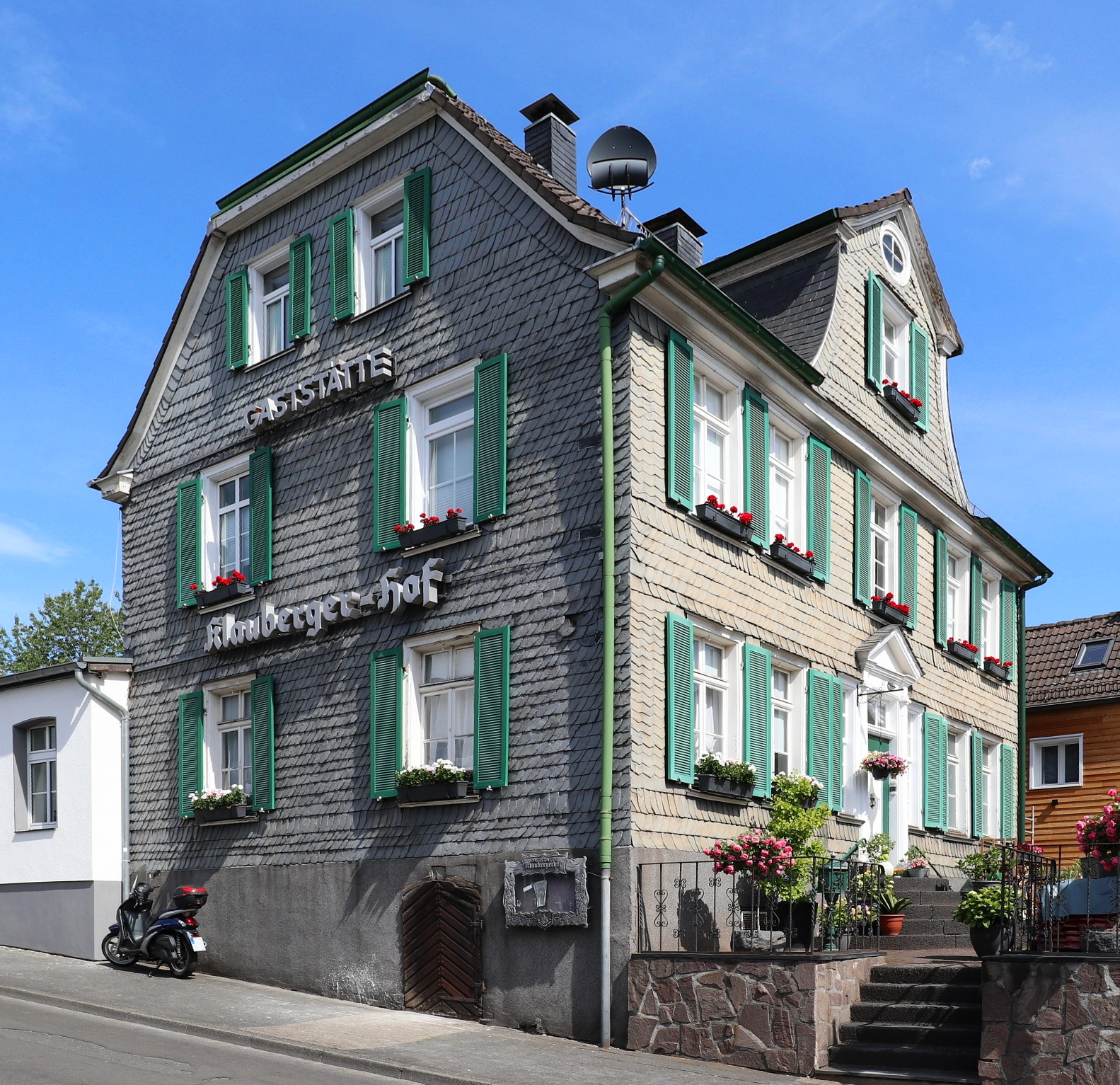
Klauberger Straße 41
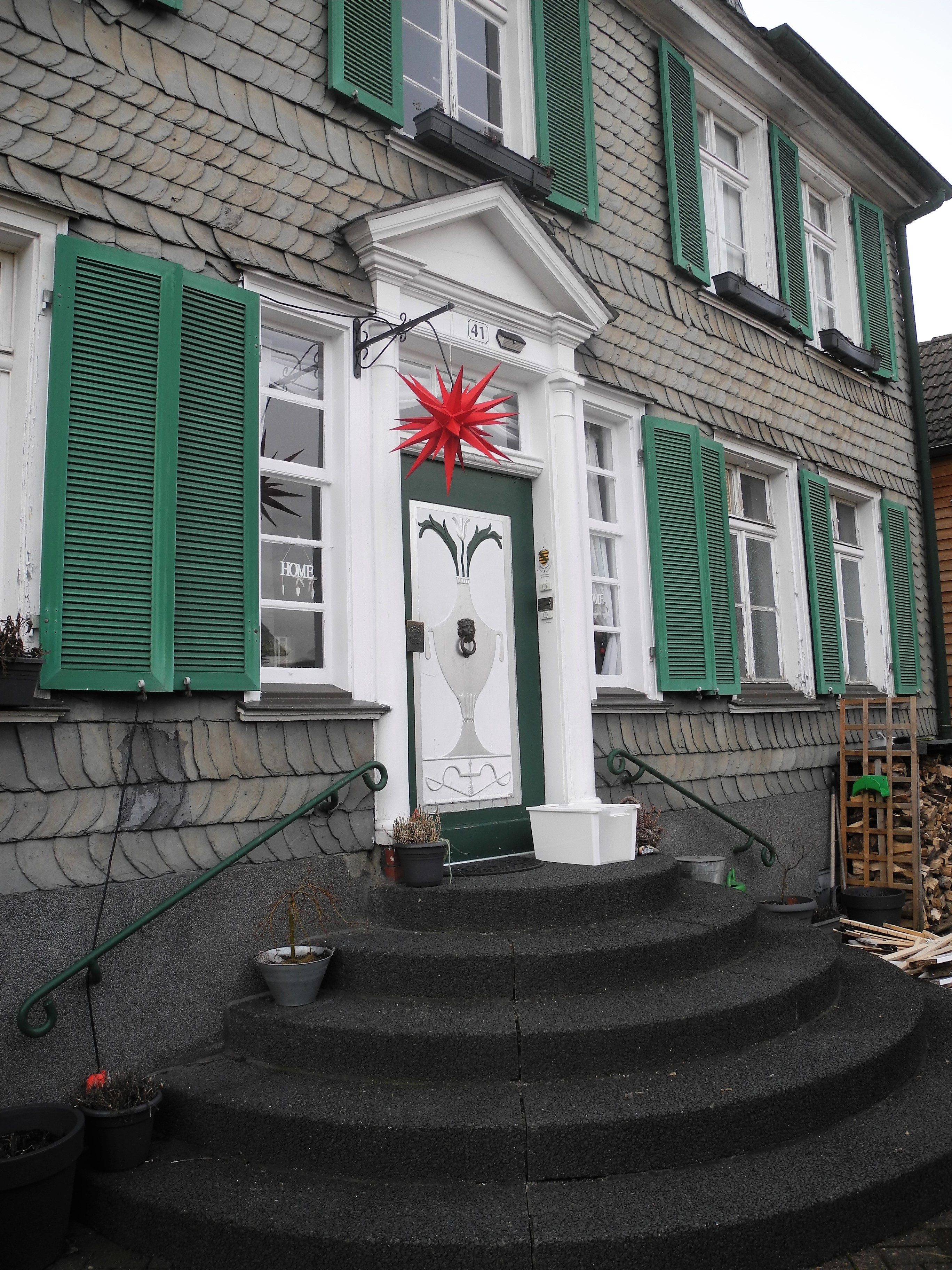
Klauberger Straße 41, Haustür
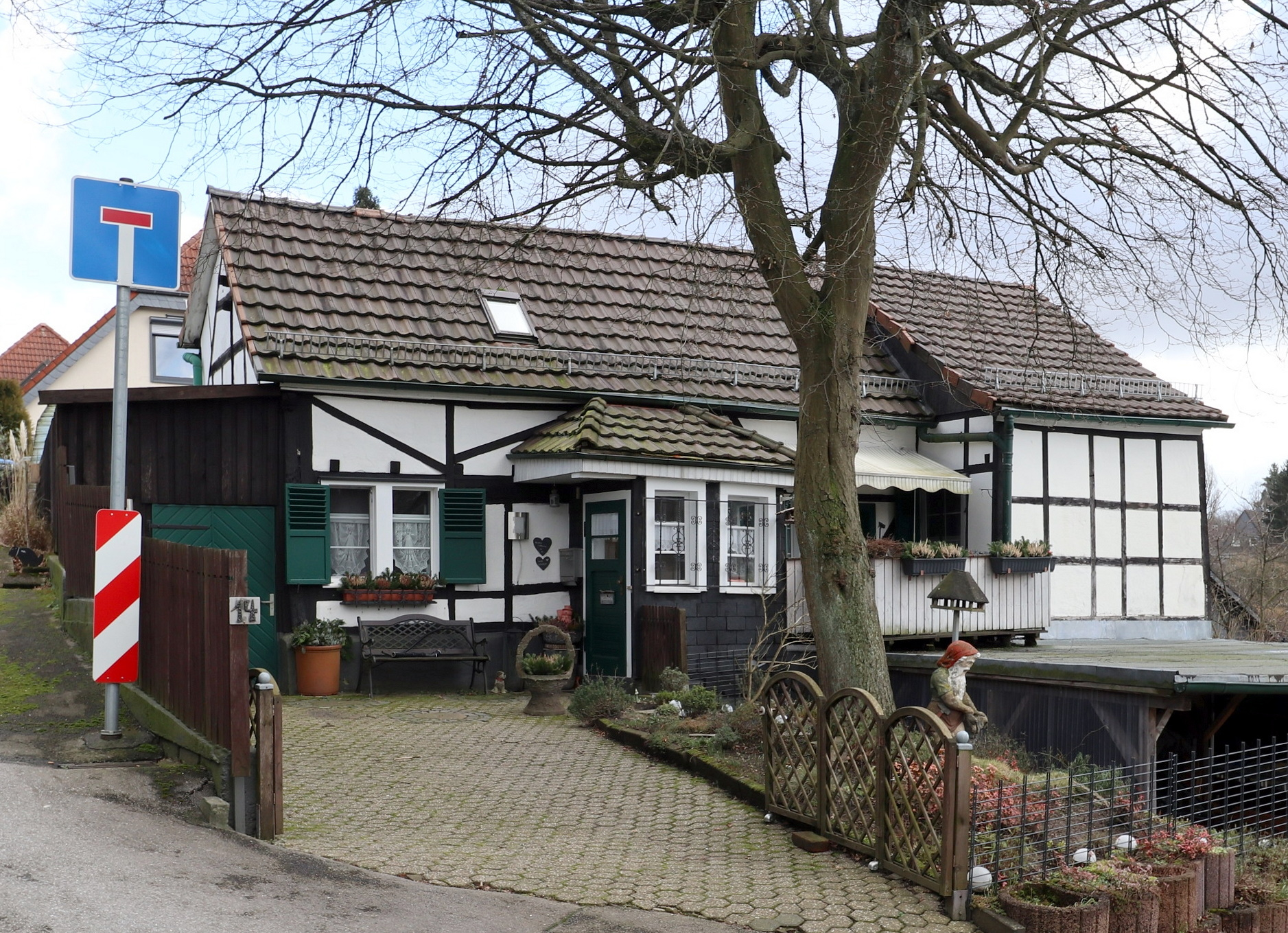
Klauberg 14